# كحيل (كفر البطيخ)
كحيل هي إحدى قرى مركز كفر البطيخ التابع لمحافظة دمياط بجمهورية مصر العربية.